# برنامه فضایی کربال ۲
کربال اسپیس پروگرم ۲ (انگلیسی: Kerbal Space Program 2) یک بازی ویدئویی در سبک شبیه‌ساز فضایی پرواز است که توسط اینترسپت گیم توسعه یافته و به‌وسیلهٔ بخش خصوصی منتشر شده‌است. این دنبال بازی ۲۰۱۵ برنامه فضایی کربال است و به صورت دسترسی زودهنگام در ۲۴ فوریه ۲۰۲۳ در پلت‌فرم مایکروسافت ویندوز، و سپس پلی‌استیشن ۵، و ایکس‌باکس سری اکس/اس منتشر شده‌است.

## روند بازی
این دنباله بر اساس ویژگی‌های سندباکس برنامه فضایی کربال قبلی خود است و در عین حال روش‌های پیشرانه جدیدی (مانند اوریون)، ماژول‌های سکونت برای ساختن مستعمرات مداری و سیاره‌ای، حالت چند نفره و همچنین سفرهای بین ستاره‌ای است.